# Bert van den Brink
Bert van den Brink (Geldrop, 24 juli 1958) is een Nederlands jazzpianist, docent, componist-arrangeur en producer.

## Biografie
Op vijfjarige leeftijd begon Van den Brink, die blind geboren is, met zijn eerste pianolessen. Hij voltooide zijn studie (klassieke) muziek aan het Utrechts Conservatorium bij Herman Ulhorn in 1982 cum laude. Aanvankelijk gaf hij regelmatig klassieke concerten, maar zijn hart bleek toch het meest bij de geïmproviseerde muziek te liggen, een stijl waarin hij volledig autodidact is. Hij speelt en speelde met grootheden in de jazzmuziek zoals Toots Thielemans, Chet Baker, Clare Fischer, Nat Adderley, Dee Dee Bridgewater en Lee Konitz, maar ook vele Nederlandse grootheden in de jazz zoals Cor Bakker, Hein van de Geyn, Denise Jannah, John Engels, Jules de Corte en Louis van Dijk. Als arrangeur/producer schreef hij onder meer voor het Metropole Orkest en Paul de Leeuw. In 2007 won hij de VPRO/Boy Edgar Prijs. De jury was erg onder de indruk van zijn spel en betitelde dit als "direct herkenbaar, iets wat alleen de grootsten in de jazz weten te bereiken".

## Werk
In januari 2012 publiceerde Bert van den Brink samen met Bram Strijbis een bundel met 52 liedjes van Jules de Corte in bladmuziek, de eerste authentieke uitgave van De Cortes composities, bij de Nijmeegse non-profituitgeverij De Stiel. Gezamenlijk transcribeerden en noteerden Strijbis en Van den Brink de 52 stukken, deels bij leven al op de computer ingespeeld door De Corte, deels door Bert van den Brink ingevoerd. Van den Brink kwam als kind al met De Corte in contact. In latere jaren werkten ze samen en waren ze bevriend. In de "Uitleiding" bij de bladmuziek gaat Bert van den Brink gedetailleerd in op de bijzondere kwaliteiten van Jules de Cortes muziek. In 2021 begeleidde hij Thomas Oliemans op de accordeon in het t.v. programma Podium Witteman (NTR-NPO 2). 24 maart 2024 speelde hij samen met pianist Cor Bakker en zangeres Ricky Koole in het programma Podium Klassiek  (NPO 2) een ode aan Jules de Corte.